# Тиберије Семпроније Грах Старији
Тиберије Семпроније Грах Старији (лат. Tiberius Sempronius Gracchus Maior, рођ. око 210 – умро око 150. п. н. е.) био је римски политичар и војсковођа који је најбоље остао упамћен као отац браће Грах, Тиберија и Гаја. 
Тиберије је припадао утицајном плебејском генсу Семпронија. Вршио је редом римске магистратуре тако да је два пута био биран за конзула (177. и 163.), а 169. је именован за цензора, што се сматрало изузетном почашћу. Поред тога истакао се и као војсковођа и прославио је два тријумфа, један за победу над хиспанским племенима, а други захваљујући походу на Сардинију.
Тиберије је ипак у високим римским круговима био више цењен због свог карактера него политичких достигнућа. Сципион Африканац га је управо због карактера сматрао довољно вредним да га ожени својом другом ћерком Корнелијом Африканом. Склапање брака са аристократском породицом Корнелија је било посебно признање пошто су се Сципион и Грах потпуно разликовали по политичким погледима и карактеру.
Извори истичу да је брак, склопљен делимично и из политичких побуда, био срећан и да је Тиберије Корнелију ценио као супругу и мајку. Родила му је дванаесторо деце, што у римским аристократским породицама није било ништа необично. Међутим, свега троје је доживело зреле године: ћерка Семпронија, која је доцније удата за освајача Картагине Сципиона Емилијана, и двојица синова, Тиберије (рођ. 163. године, народни трибун 133.) и Гај (рођ. 154. године, народни трибун 123.) који су неуспешно покушавали да спроведу неопходну аграрну реформу у Италији.
Тиберије Грах Старији је преминуо око 150. године, а његова супруга је преузела бригу о породичном имању и о подизању њихове још увек младе деце.